# Gemen

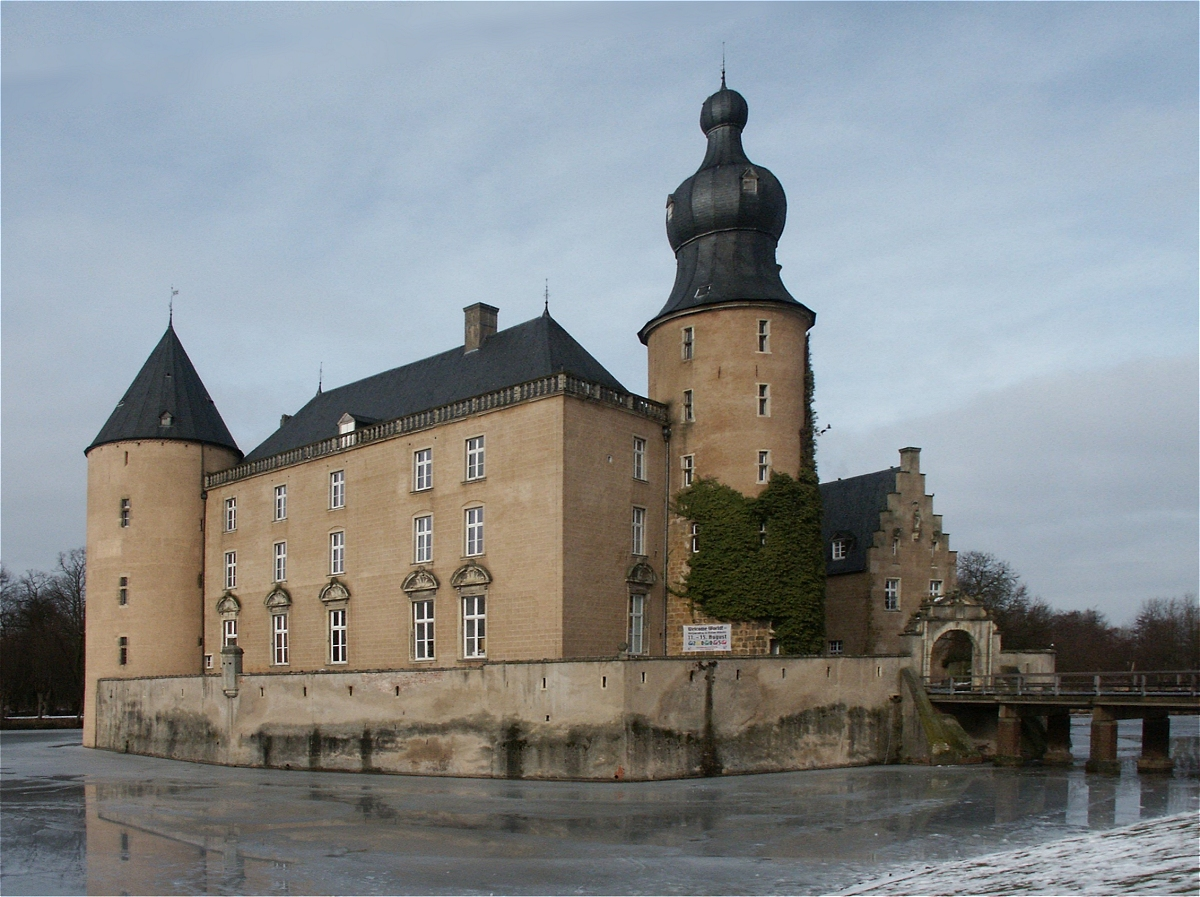
Castillo Residencial de Gemen.

Gemen fue un señorío con inmediación imperial, soberano, del Sacro Imperio Romano Germánico, en la región del Bajo Rin. Como Gemen tenía un voto en la Dieta Imperial era también un Estado Imperial. Estaba centrado en Gemen, una pequeña ciudad y castillo en la presente municipalidad de Borken, en el oeste de Renania del Norte-Westfalia.
Gemen es mencionado por primera vez en 962. En 1282 Gemen se convierte en un feudo de los Condes de Cléveris. Los Señores de Gemen se extinguieron en 1492, y Gemen pasó a los Condes de Schaumburg y Holstein-Pinneberg a través de la heredera, Cordula de Gemen, para formar el Condado de Schaumburg y Gemen.
En 1640, el señorío con inmediación imperial de Gemen pasó por los siguientes dos siglos a los Condes de Limburg Stirum. En un partición de 1644, Gemen pasó a la línea de Limburg Stirum Gemen, después en 1782, con la extinción de la rama de Gemen de la Casa de Limburg Stirum, Gemen fue heredado por la línea de Limburg Stirum Iller-Aichheim.
Cuando Ferdinand IV de Limburg Stirum murió a la edad de 15 años en 1800, la línea de Limburg-Styrum-Styrum fracasó en heredar Gemen, que pasó a los barones de Boyneburg-Bömelberg durante 6 años, hasta la mediatización de 1806.
- 1640-1644 - Herman Otto I, conde de Limburg y Bronckhorst, Señor Soberano zu Gemen;
- 1644-1657 - Adolf Ernst, conde de Limburg Stirum, Señor Soberano zu Gemen, segundo hijo varón del anterior;
- 1657-1675 - (Maria) Isabella condesa von Vehlen und Meggen zu Raesfeld, esposa de Adolf Ernst de Limburg Stirum anterior, es Regente de Gemen;
- 1675-1704 - Hermann Otto II, conde de Limburg Stirum y Bronckhorst, Señor Soberano zu Gemen, hijo de los dos anteriores. El 15 de septiembre de 1700 una decisión de los Tribunales confirmó sus derechos sucesorios.
- 1704-1743 - Otto Leopold, conde de Limburg Stirum y Bronckhorst, Señor Soberano zu Gemen y Raesfeld, hijo del anterior;
- 1743-1771 - Friedrich Karl, conde de Limburg Stirum y Bronckhorst, Señor Soberano zu Gemen, hijo del anterior;
- 1771-1776 - August Philip, Príncipe-Obispo de Speyer, conde de Limburg Stirum y Bronckhorst, Señor Soberano zu Gemen, hermano del anterior.
- 1776-1798 - Karl Josef, conde de Limburg Stirum, Señor Soberano zu Gemen, primo del anterior;
- 1798-1800 - Ferdinand IV, conde de Limburg Stirum zu Illereichen, nieto del anterior, fue el último Señor Soberano zu Gemen antes de que este pasara a los Barones de Boyneburg-Bömelberg en 1800.

En 1806, Gemen fue mediatizado a los Príncipes de Salm-Kyrburg. Pasó a Francia en 1810, después a Prusia en 1814.